# 株式買取請求権
株式買取請求権（かぶしきかいとりせいきゅうけん）とは、株主が、(株式)発行会社に対して、自己の保有する株式の買取りを求めることができる権利をいう。

## 概要
日本の会社法において株式買取請求権は、(1)単元未満株式の買取りを求める場合（会社法192条)と、(2)合併などの会社の企業組織再編等の株主総会決議が行われた時に、議案に反対した株主が会社との関係を絶つために、自己の有する株式について会社に買取りを求める場合の2種類が認められている。株主の自益権の一つであり、形成権である。
- 会社法は、以下で条数のみ記載する。

## 単元未満株式買取請求権
単元未満株式の買取請求権が発生するのは、主として次の場合である。
- 上場会社の株式は、ほとんどが単元株制度を採用しており、それが取引単位となっている。
- 一方、長期保有株主は、株式分割のみならず、合併等といったコーポレート・アクションの際に交付された単元未満株式を保有する場合がある。
- 単元未満株式は、議決権をはじめとする共益権等が制限されており、加えて市場を通じた売買ができない。
- 株主が自由に財産の処分を行えるようにするため、発行会社に買取らせることを請求できるようにしたもの。

## 反対株主の株式買取請求権
反対株主の株式買取請求権が発生するのは、次の場合である。
- 発行する全部の株式の内容として、譲渡による当該株式の取得について当該株式会社の承認を要することついての定めを設ける定款の変更をする場合（116条1項1号）。
- ある種類の株式について、譲渡制限を定めたり全部取得条項付きとする場合（116条1項2号）。
  - 種類株式を全部取得条項付きとした場合、取得の決議後に、当該種類株式について172条1項により裁判所に価格決定申立てをすることもできる。
- 種類株式の内容として、種類株主総会の決議を要しないと定められた種類株主に損害を及ぼすとき（116条1項3号）。
- 株式併合で1株未満の端数が生じる場合、端数分について反対株主の株式買取請求権を行使できる（182条の4）。
- 事業譲渡等（旧営業譲渡）

事業譲渡等をする場合には、反対株主は、事業譲渡等をする株式会社に対し、自己の有する株式を公正な価格で買い取ることを請求することができる。ただし、事業の全部の譲渡する場合において、株主総会の承認の決議と同時に解散の決議がされたときはできない（469条1項）。
株式買取請求をした株主は、事業譲渡等をする株式会社の承諾を得た場合に限り、その株式買取請求を撤回することができる（469条6項）。
株式の価格の決定について、株主と事業譲渡等をする株式会社との間に協議が調ったときは、当該株式会社は、効力発生日から60日以内にその支払をしなければならない（470条1項）。
株式の価格の決定について、効力発生日から30日以内に協議が調わないときは、株主又は株式会社は、その期間の満了の日後30日以内に、裁判所に対し、価格の決定の申立てをすることができる（470条2項）。
- 吸収合併（785条）
- 吸収分割（797条）
- 新設合併・新設分割・株式移転（806条）
- 株式交換（797条）

以上の場合に、株式買取請求権を行使できる「反対株主」とは、次の株主をいう。
- 株主総会（種類株主総会を含む。）の決議を要する場合は、株主総会に先立って反対する旨を株式会社に対し通知し、かつ、株主総会において反対した株主と株主総会において議決権を行使することができない株主[注釈 1]（会社法116条2項1号、469条2項1号）。
- 株主総会（種類株主総会を含む。）の決議を要しない場合は、すべての株主（116条2項2号、469条2項2号）。

株式買取請求をした株主は、株式会社の承諾を得た場合に限り、その株式買取請求を撤回することができる（会社法116条6項、469条6項）。
株式買取請求があった場合において、価格について協議がととのわないときは、裁判所に対して価格の決定申立てをすることができる（117条2項）。裁判所はこれを非訟事件として審理する。その裁判（決定）に対する不服申立ては即時抗告による（裁判の告知を受けた日から1週間以内にしなければならない）。172条1項による申立ての場合も同様である。

### 主な事例
- カネボウ（現・クラシエホールディングス） - 同社の株主500名以上が同社に対して反対株主の株式買取請求権を行使。
- 東京放送ホールディングス（現・TBSホールディングス） - 楽天（現・楽天グループ）が反対株主の株式買取請求権を行使。
- 関西スーパーマーケット（現・関西フードマーケット） - オーケーなど15名が反対株主の株式買取請求権を行使。